# Чалко (Небраска)
Чалко (енгл. Chalco) насељено је место без административног статуса у америчкој савезној држави Небраска.

## Демографија
По попису из 2010. године број становника је 10.994, што је 258 (2,4%) становника више него 2000. године.
| Група             | 2000.          | 2010.         |
| Белци             | 10.070 (93,8%) | 9.794 (89,1%) |
| Афроамериканци    | 88 (0,8%)      | 209 (1,9%)    |
| Азијати           | 116 (1,1%)     | 150 (1,4%)    |
| Хиспаноамериканци | 302 (2,8%)     | 580 (5,3%)    |
| Укупно            | 10.736         | 10.994        |